# Wiebe Draijer (bestuurder)

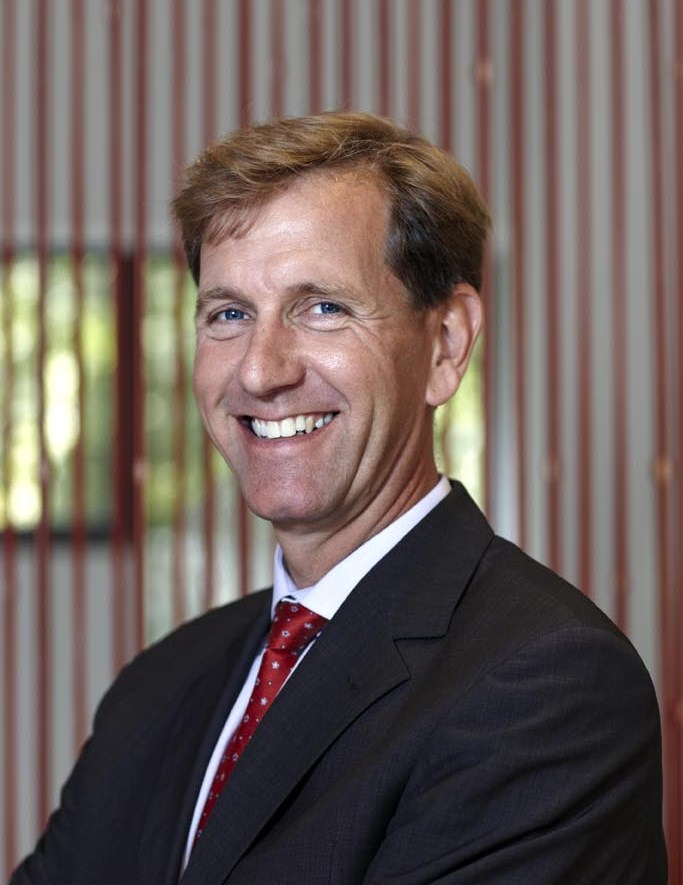
Wiebe Draijer (2012)

Wiebe Draijer (Enschede, 27 augustus 1965) is een Nederlands bestuurder. Tussen 2014 en 2022 was hij de bestuursvoorzitter van Rabobank. Van september 2012 tot september 2014 was hij voorzitter en kroonlid van de Sociaal-Economische Raad (SER), als opvolger van Alexander Rinnooy Kan. Daarvoor was hij directeur Benelux van adviesbureau McKinsey.
Wiebe Draijer, de zoon van politicus Wiebe Draijer (1924-2007), studeerde werktuigbouwkunde aan de Technische Universiteit Delft; hij studeerde af bij Philips NatLab. In 1992 haalde hij zijn MBA aan de Insead Business School. Vanaf 1984 werkte hij als freelance en sociaal-economisch journalist bij onder meer NRC Handelsblad. Van 1990 tot 2003 was hij consultant bij adviesbureau McKinsey. In 2003 werd hij van dezelfde instelling directeur. Van 2012 tot 2014 was hij voorzitter van de SER. 
Draijer was lid van het Innovatieplatform van overheid en deskundigen, dat innovatie en ondernemerschap in Nederland wilde stimuleren. Hij is ook mede-initiatiefnemer van het onlinediscussie- en actieplatform De Nationale Dialoog, dat van start ging onder de naam 21minuten.nl. In maart 2014 werd bekend dat hij Rinus Minderhoud zou opvolgen als voorzitter van de raad van bestuur van Rabobank. Minderhoud was interim-voorzitter sinds Piet Moerland was afgetreden in verband met het door Rabobank-medewerkers manipuleren van de Libor-rente. 
Als SER-voorzitter werd hij per 10 september 2014 opgevolgd door voormalig Tweede Kamerlid Mariëtte Hamer.
- International Standard Name Identifier: 0000 0004 4428 3567
- Nederlandse Thesaurus van Auteursnamen: 378083074
- Parlement.com: vj0iadfl3fto
- Virtual International Authority File: 313042972
- WorldCat: E39PBJtRMTJrgw34GR34TCKrv3